# Sebastià Crespí Rotger
Sebastià Crespí Rotger (Sa Pobla, 1955) és un biòleg mallorquí.
Llicenciat en ciències biològiques per la Universitat Autònoma de Barcelona el 1977 i doctor en farmàcia per la Universitat d'Alcalá (Madrid) el 1988. De 1993-2015 va ser el cap de Servei d'Anàlisis Clíniques de la Policlínica Miramar, a més de ser professor ajudant de la Universitat de Barcelona i la Universitat Autònoma de Barcelona i professor de genètica i hematologia de l'Escola Universitària d'Infermeria, en els cursos d'especialització en anàlisis clíniques. Professor de les tres primeres edicions dels cursos sobre legionel·losi i la seva prevenció de l'EWGLI Traing Course Legionaire's disease: investigation outbreaks and incidents, risk assessment, sampling and control, organitzats per l'European Working Group on Legionella Infections, a Londres.
Ha participat en nombrosos projectes d'investigació científica contribuint en el coneixement de la legionel·losi, especialment de la seva epidemiologia i prevenció al món turístic. L'any 1986 obté la beca d'investigació concedida per la Conselleria de Sanitat i Seguretat Social del Govern balear per realitzar el projecte d'investigació Contribució al coneixement de l'estructura genètica de la població balear i l'epidemiologia d'algunes malalties hereditàries. A més, ha participat en altres projecte com Oncogens i càncer i Alteracions lipídiques en pacients sotmesos a tractament substitutiu renal.
La seva recerca i investigació contribueixen en general al camp de la salut i de la higiene en els establiments turístics. És assessor sanitari de la Confederació Espanyola d'Establiments d'Allotjament Turístic (CEHAT) i de la Federació Empresarial Hotelera de Mallorca. Ha estat membre del Comitè Executiu de la International Association of Tourist Health. Ha impartit nombroses conferències i cursos sobre salut i seguretat alimentària i hídrica en el sector turístic. A més de nombroses publicacions originals dedicades a la distribució de les freqüències gèniques i fenotípiques dels grups sanguinis a Mallorca i Eivissa, i legionel·losi a Mallorca, ha escrit llibres sobre biologia molecular, biotecnologia i educació, legionel·la i legionel·losis, i prevenció i control.
El 2007 va rebre el Premi Ramon Llull.